# Lissonota albipennis
Lissonota albipennis là một loài tò vò trong họ Ichneumonidae.